# Museo Electoral y de la Democracia
El Museo Electoral y de La Democracia es un museo público creado en 2005 y situado en la sede central del Jurado Nacional de Elecciones (JNE) en el centro histórico de Lima. Tiene como misión conservar, investigar, exponer y difundir parte del patrimonio relacionado con la historia electoral del Perú de los siglos XIX y XX.
El museo ocupa una pequeña sala dentro del edificio del JNE. Su colección, de más de 10,000 objetos de los cuales se exponen 200, consta de cuadros, fotografías, instrumentos, réplicas, facsímiles y documentos sobre los procesos electorales que ha tenido el Perú desde las elecciones en Lima de cabildos constitucionales de 1812. La mayoría de los objetos han sido donados por descendientes de diversos personajes de la vida política nacional peruana, como los ex presidentes Guillermo Billinghurst, Augusto B. Leguía y Sánchez Cerro, la diputada Matilda Pérez Palacio, el socialista Luciano Castillo Colonna, el historiador y político Luis Antonio Eguiguren, el periodista Genaro Carnero Checa, entre otros.